# Мойилдинський сільський округ
Мойилди́нський сільський округ (каз. Мойылды ауылдық округі, рос. Мойылдинский сельский округ) — адміністративна одиниця у складі Павлодарської міської адміністрації Павлодарської області Казахстану. Адміністративний центр — село Мойилди.
Населення — 1733 особи (2021; 810 у 2009, 850 у 1999, 789 у 1989).
Станом на 1989 рік існувала Муялдинська сільська рада (село Муялди).